# Głowienka szkarłatka
Głowienka szkarłatka (Coptocephala rubicunda) – gatunek chrząszcza z rodziny stonkowatych i podrodziny zmróżek. Zamieszkuje Europę i zachodnią część Azji.

## Taksonomia
Gatunek ten opisany został po raz pierwszy w 1781 roku przez Johanna Nepomuka von Laichartinga pod nazwą Clythra rubicunda. Wyróżnia się w jego obrębie dwa podgatunki:
- Coptocephala rubicunda rubicunda (Laicharting, 1781),
- Coptocephala rubicunda rossica Medvedev, 1977.

## Morfologia

### Owad dorosły
Chrząszcz o walcowatym ciele długości od 4,5 do 6 mm. Głowa jest czarna włącznie z wargą górną, u samca niemal czworokątna i bardzo szeroka, u samic znacznie mniejsza. Samiec ma grzbietową krawędź żuwaczki niewyciętą, prawie prostą, a lewą żuwaczkę niewydłużoną sierpowato i niewystającą. Przedplecze jest pomarańczowe do czerwonego. Barwa tarczki jest czarna. Pokrywy są pomarańczowe do czerwonych z czarnym, zmiennym wzorem – typowo ma on formę czterech plam, przy czym u podgatunku nominatywnego są one zwykle rozległe i mogą się zlewać w poprzeczne przepaski, a u podgatunku C. r. rossica są małe, czasem zredukowane. Odnóża są całkowicie czarne. Genitalia samca odznaczają się edeagusem na spodniej powierzchni opatrzonym dwoma okienkami z białawą błoną.

### Stadia rozwojowe
Jaja są jasnożółte, podługowato-owalne, długości między 0,8 a 0,9 mm i szerokości między 0,4 a 0,5 mm, zaopatrzone w ogonek długości od 1,95 do 2,4 mm. Na powierzchni chorionu występują gęsto rozmieszczone punkty drobne i rozproszone punkty głębokie. Jajo zamknięte jest w wytworzonej z odchodów samicy, brązowej kapsułce o powierzchni pokrytej spiralnie rozmieszczonymi, rombowatymi łuskami, a przednim biegunie wyposażonym w wieczko.
Pierwsze stadium larwalne osiąga między 1 a 1,2 mm długości ciała. Jest ono J-kształtne, wskutek podwinięcia części odwłoka. Ubarwienie ma mlecznobiałe z brązowymi głową, przedpleczem i odnóżami. Głowa ma sześć par oczek larwalnych, z których trzy pary leżą za czułkami, a dwie poniżej czułków. Drugi człon czułków opatrzony jest kopulastą brodawką zmysłową i jedną szczecinką długą oraz kilkoma drobnymi. Na czole znajduje się 14 szczecinek w trzech szeregach. Spośród ośmiu szczecinek czołowych w przednim szeregu dwie pary są brodawkowate i wcięte, jedna para u szczytu rozszerzona i spłaszczona, a jedna para niezmodyfikowana. Warga górna jest trapezowata z wyraźnym wcięciem na przedniej krawędzi. Szczecinki środkowe wargi górnej rozmieszczone są w dwóch grupkach po cztery, przy czym w każdej grupce trzy leżą blisko siebie, a jedna przesunięta jest na przednią krawędź. Symetrycznej budowy żuwaczki mają cztery ząbki. Warga dolna ma trapezowaty przedbródek z parą szczecinek drobnych oraz parą szczecinek długich z brodawkami po bokach, bródkę zrośniętą z zabródkiem, a ten ostatni opatrzony trzema parami szczecinek, z których jedna jest asymetryczna. Szczęki mają trójkątne kotwiczki i pieńki. Głaszczki wargowe są dwu-, a szczękowe czteroczłonowe. Przedplecze ma po siedem niezmodyfikowanych szczecinek na krawędzi przedniej i tylnej. Odnóża są długie i szczupłe, o prostych szczecinkach, zakończone pojedynczym, wyprostowanym, długim tarsungulusem. Długie i krótkie szczecinki na odwłoku rozmieszczone są w mniej lub bardziej regularnych rzędach.

## Biologia i ekologia
Owad ten zasiedla trawiaste tereny o dużym nasłonecznieniu, najchętniej murawy kserotermiczne. Jest oligofagicznym fitofagiem związanym z przedstawicielami selerowatych. Wśród jego roślin żywicielskich wymieniane są biedrzeńce, gorysz Peucedanum arenarium, pasternaki, oleśnik górski, olszewnik kminkolistny i żebrzyca roczna. Larwy żerują na martwych liściach, czasem też pędach i korzeniach, natomiast postacie dorosłe głównie na kwiatach, najczęściej wygryzając nektarniki, rzadziej zjadając też dno kwiatowe.
Aktywne osobniki dorosłe obserwuje się od czerwca do września. Samice składają średnio 10 jaj dziennie, pojedynczo lub w luźnych grupkach liczących od 5 do 10 sztuk. Do rośliny jajo przytwierdzane jest wyrastającym z tylnego bieguna ogonkiem. Następnie samica formuje wokół jaja kapsułkę z odchodów i wydzielin, w formie rombowatych łusek, rozmieszczanych spiralnie począwszy od tylnego bieguna. Po wylęgu larwa wciąż wykorzystuje tę kapsułkę, stopniowo ją powiększając.

## Rozprzestrzenienie
Gatunek palearktyczny, głównie europejski. Podgatunek nominatywny znany jest z Portugalii, Hiszpanii, Francji, Niemiec, Austrii, Polski, Czech, Węgier, Rumunii, Bułgarii, Słowenii, Chorwacji i Albanii. C. r. rossica podawana jest z Białorusi, południa europejskiej części Rosji, Gruzji i Kazachstanu.
Na „Czerwonej liście gatunków zagrożonych Republiki Czeskiej” głowienkę tę umieszczono jako gatunek narażony na wymarcie (VU).